# Línea de alta velocidad Turín–Lyon

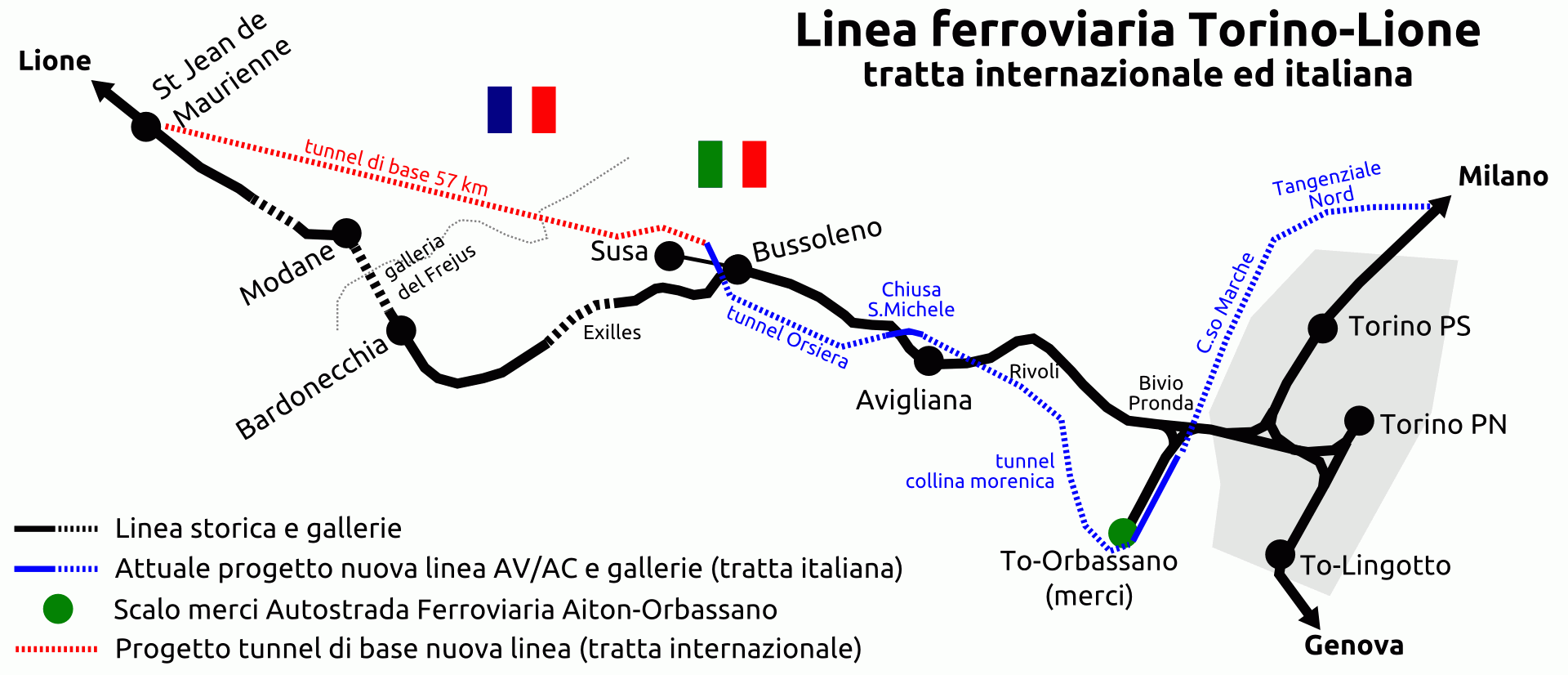
Mapa del tramo italiano (azul) y el tramo internacional (rojo) en comparación del tramo actual (negro)

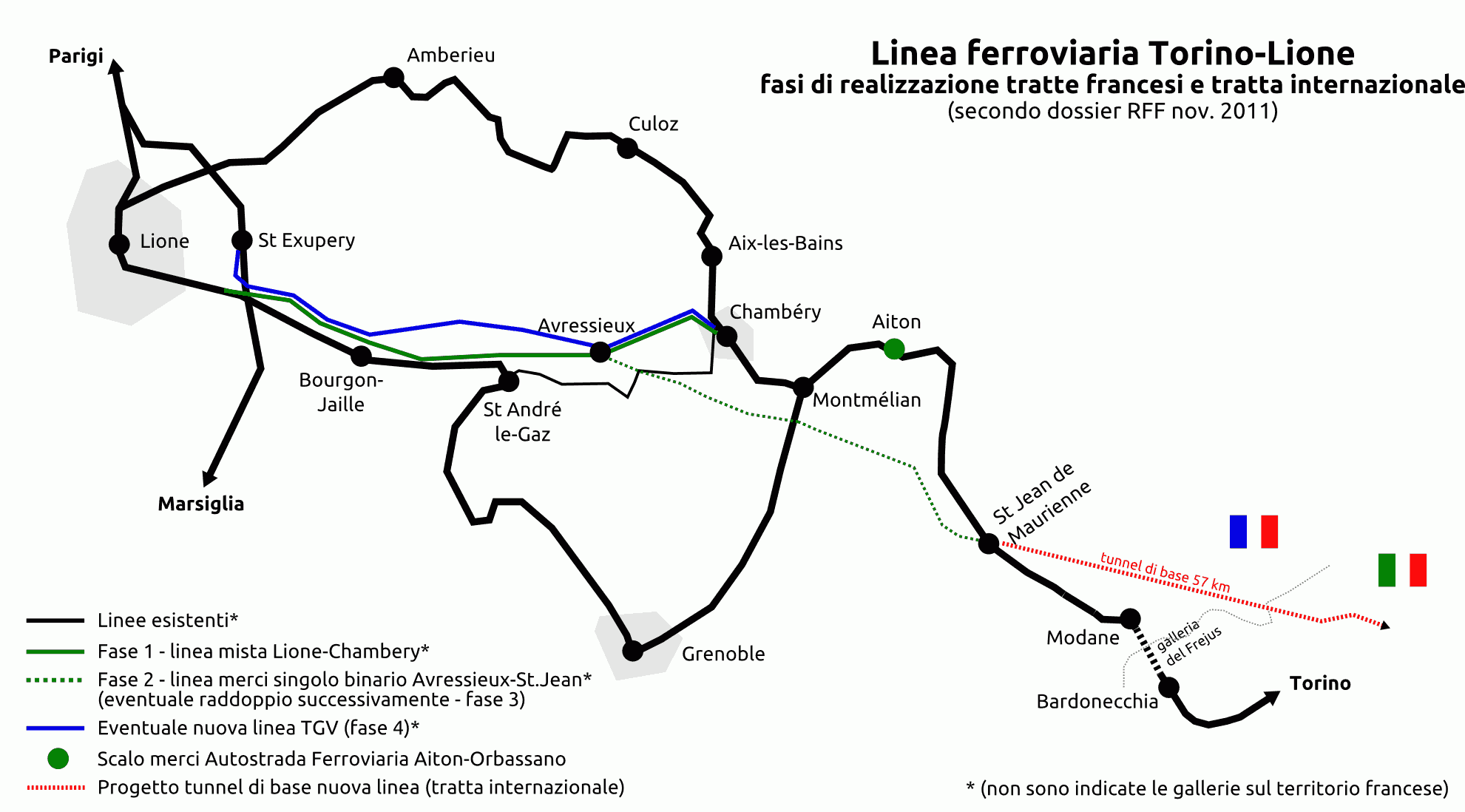
Mapa de la ruta francesa y la ruta internacional de la línea nueva en comparación a la existente

El Línea de Alta Velocidad Turin–Lyon será una línea de alta velocidad de 270 km con una velocidad máxima de 220 km/H, que conectará las dos ciudades de Turín y Lyon y que enlazará las Líneas de Alta Velocidad francesas e italianas.
El núcleo del proyecto es el túnel de base Mont d'Ambin, de unos 57,5 kilómetros, un largo túnel que cruzaría los Alpes entre el Valle de Susa en Italia y Maurienne en Francia.
El túnel será uno de los túneles de ferrocarril más largos del mundo, a la par con el Túnel de base de San Gotardo, y representa una tercera parte del coste estimado del proyecto. La Unión Europea financia al 40% de los costes de túnel, y ha indicado su disposición para aumentar su contribución al 55%, así como para ayudar financiar sus accesos franceses.
Como el suizo NRLA proyecto, la línea tiene objetivos de transferir tráfico de carga a través de los Alpes de los camiones al ferrocarril para reducir contaminación de aire y emisiones de CO2 y de proporcionar un transporte de pasajeros más rápido. Su velocidad de diseño es de 220 km/h y es ligeramente más bajo al umbral utilizado por la Comisión europea para definir las Líneas de Alta Velocidad (250 km/h). La línea forma parte del TEN-T Trans-European conventional rail network (Red Transeuropea de Ferrocarril Convencional) dentro del "Corredor mediterráneo"—anteriormente "Corredor 6". 
La nueva línea acortará considerablemente los tiempos de viaje, mejorará las pendientes que serán menos agresivas y las curvas serán mucho más anchas en comparación con la línea existente, y también permitirá el tránsito de trenes de mercancías pesados entre los dos países a 100 km/h (esta velocidad es utilizada tradicionalmente en todos los trenes de mercancías debido a que son muy pesados y hay una gran dificultad para frenarlos en caso de emergencia) y con costos de energía mucho más reducidos.
El proyecto ha sido criticado por su coste, porque el tráfico (ambos por autopista y ferrocarril) estaba bajando, por los riesgos medioambientales potenciales durante la construcción del túnel, y porque los aviones aún, después de incluir el tiempo desde y hacia el aeropuerto y con el control de seguridad, serían un poco más rápidos en toda la ruta Milán-París. En 2012 un informe por el Tribunal de Auditoria Francés  cuestionó el realismo de las estimaciones de costes y previsiones de tráfico. La oposición al proyecto es mayoritariamente enlazado bajo el movimiento italiano No TAV.
El trabajo de ingeniería civil comenzó con la construcción de puntos de acceso y túneles de reconocimiento geológico. La construcción real de la línea se planeó inicialmente para comenzar en 2014–2015, pero la financiación se retrasó. El proyecto finalmente se aprobó en 2015 por un costo de 25.000 millones de euros, de los cuales 8.000.000.000€ son para el túnel base. La ratificación del tratado correspondiente entre los dos países por sus parlamentos respectivos concluyeron con el del Senado francés el 26 de enero del 2017..
La construcción aún no ha comenzado oficialmente, pero la galería de reconocimiento de 9 km que se está tunelizando desde Saint-Martin-de-la-Porte hacia Italia está excavada a a lo largo del eje del tubo sur del túnel y en su diámetro final. 
Desde marzo de 2019, es completado en un 77%. 
La construcción del túnel de base se espera realizarse en 10 años. El contracto para esta construcción estuvo retrasado por desacuerdos profundos dentro del gobierno de coalición italiano entre los partidos de Movimiento de Cinco Estrellas y La Liga Norte , hasta el 11 de marzo de 2019. En esa fecha y justo antes de que más demoras hubieran amenazado la financiación del proyecto por parte de la UE, el gobierno italiano acordó la publicación de un llamado a licitación para el lado francés del trabajo del túnel con una fecha límite del 28 de mayo de 2019 para las cartas de intención. Los llamados a licitación del lado italiano del túnel se publicaron unos meses después..

## Estudios preliminares
La valía de la nueva línea fue objeto de acalorados debates. Después de un intento de 2005 para comenzar el trabajo de reconocimiento cerca de Susa (Italia) resultó en confrontaciones violentas entre adversarios y policía, una comisión gubernamental italiana fue iniciada en 2006 para estudiar todos los asuntos.
El trabajo de la comisión entre 2007 y 2009 se resumió en siete documentos (Quaderni). En junio de 2012 se dio a conocer un octavo documento de resumen centrado en el análisis de costo-beneficio..
La perforación de prueba encontró algunos esquistos de carbón fracturados y cizallados cerca del portal francés que no son adecuados para una máquina perforadora de túneles, y se utilizarán perforaciones y voladuras antiguas para la sección correspondiente de 5 km..

### La actual línea convencional

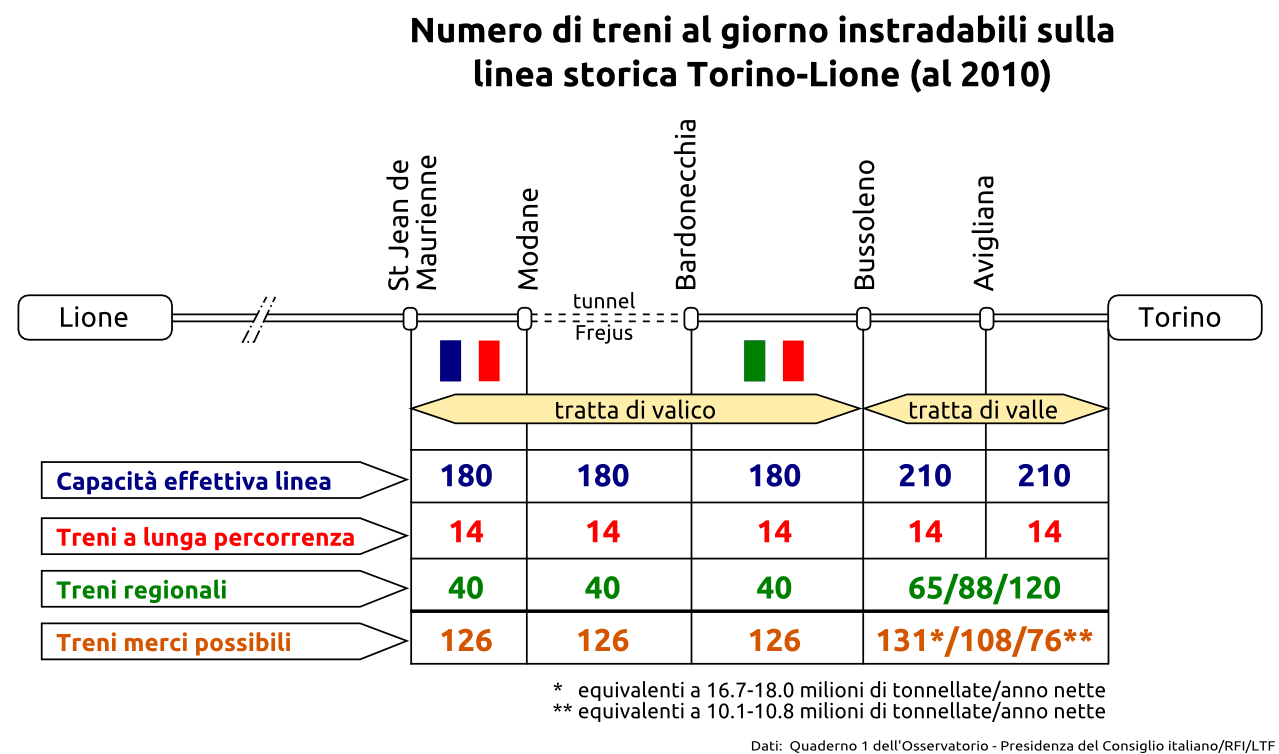
Número máximo de trenes por día que pueden circular en la línea vieja con una posible solución pasajeros-mercancías (2010); la cifra es anterior a las normas de seguridad más estrictas en los cruces de trenes en túneles que han reducido su capacidad

Desde 1872, el ferrocarril Turin–Modane conecta Turín con Lyon a través de la gran altitud de 13,7 km (altitud media del túnel de 1.123m) Fréjus Túnel de Raíl. Esta línea inicialmente de una sola vía se duplicó y se electrificó a principios del siglo XX, y el lado italiano de la línea se renovó entre 1962 y 1984, y nuevamente entre 2001 y 2011. Esta línea histórica tiene una altura máxima baja permitida, y las curvas cerradas fuerzan bajas velocidades. Su perfil muy pobre, con un gradiente máximo de 30 ‰ (30 milesimas), requiere duplicar o triplicar las locomotoras de los trenes de carga.
Las características de la línea varían ampliamente a lo largo de su longitud. El Osservatorio (ve Referencias) divide los lados internacionales e italianos a cuatro secciones:
- Modane - Bussoleno (Túnel Frejusy sección de valle alto)
- Bussoleno - Avigliana (Sección de valle bajo)
- Avigliana - Turin (Sección metropolitana)
- Turin Nodo (sección urbana)

La primera sección comprende el túnel Fréjus. Sus techos de túneles bajos, alta elevación, curvas cerradas y pendientes pronunciadas hacen de esta sección el factor limitante de la capacidad general de la línea. Un estudio de 2007 utilizó el modelo CAPRES para calcular una capacidad máxima de 226 trenes/día, 350 días/año, según las normas de seguridad aplicables en ese momento. El estudio previó un tráfico de 180 trenes de carga por día, que tuvo que reducirse a unos 150 trenes de carga por día debido a la ineficiencia logística (los flujos de tráfico entre los dos países son asimétricos). Un análisis similar para todo el año condujo a un total de aproximadamente 260 días pico por año. Estas condiciones definieron una capacidad máxima de transporte por año de aproximadamente 20 millones de toneladas cuando se encuentren ineficiencias, y un límite absoluto de aproximadamente 32 millones en condiciones "perfectas". Las limitaciones de tráfico adicionales provienen del impacto del tráfico excesivo de trenes en la población que vive cerca de la línea. Aproximadamente 60.000 personas viven dentro de los 250 metros de la línea histórica, y se opondrían al ruido de los trenes nocturnos. En 2007, la línea convencional se utilizó solo para un tercio de esta capacidad total calculada. Este bajo nivel de uso se debió en parte a restricciones tales como una altura máxima permitida del tren inusualmente baja y los gradientes muy pronunciados (26-30 ‰) y curvas pronunciadas en sus secciones de alto valle desalientan su uso..
Por el contrario, un análisis de 2018 encontró que la línea que se usaba estaba cerca de su capacidad máxima, en gran parte porque las reglas de seguridad actuales en los cruces de trenes en túneles han reducido significativamente esta capacidad máxima.

### Predicciones de tráfico en los corredores de Frejus y Mont-Blanc

Previsión de tráfico por LTF (rojo) y BBT (verde), en comparación con el tráfico real (azul) y una estimación de 2007 de la capacidad de la línea existente (rosa); la estimación de capacidad de 2007 es anterior a las normas de seguridad más estrictas en los cruces de trenes en túneles que han reducido significativamente esta capacidad

La siguiente tabla resume el tráfico de carga futuro pronosticado en los corredores Frejus y Mont-Blanc a partir de un análisis de datos actuales y predicciones macroeconómicas (en millones de toneladas por año):
| Sin la línea nueva                 | 2004  | 2025  | 2030  | Crecimiento anual 2004-2030 |
| Alpes – Totales                    | 144,0 | 264,5 | 293,4 | 2,8%                        |
| Alpes – Raíl                       | 48,0  | 97,7  | 112,5 | 3,3%                        |
| Corredor de Modane – Total         | 28,5  | 58,1  | 63,8  | 3,1%                        |
| Corredor de Modane – Raíl          | 6,5   | 15,8  | 16,4  | 3,6%                        |
| Con la línea nueva                 | 2004  | 2025  | 2030  | Crecimiento anual 2004-2030 |
| Alpes – Totales                    | 144,0 | 264,5 | 293,4 | 2,8%                        |
| Alpes – Raíl                       | 48,0  | 111,4 | 130,7 | 3,9%                        |
| Modane Pasillo – Total             | 28,5  | 63,5  | 76,5  | 3,9%                        |
| Modane Pasillo – Raíl              | 6,5   | 29,5  | 39,4  | 7,2%                        |
| Vehículos pesados (millar por año) | 2004  | 2025  | 2030  | Crecimiento anual 2004-2030 |
| Sin la línea nueva                 | 1.485 | 2.791 | 3.121 | 2,9%                        |
| Con la línea nueva                 | 1.485 | 2.244 | 2.447 | 1,9%                        |

Los promotores de la nueva línea predicen que se tratará de un doble tráfico ferroviario en el corredor Modane en comparación con el escenario de referencia (consulta la tabla anterior). Las predicciones de tráfico incluso del tráfico temprano de las principales infraestructuras ferroviarias son intrínsecamente inciertas, con ejemplos bien conocidos de ambas sobreestimaciones (p. ej. el túnel de Canal de la Mancha) y subestimadas (p. ej. el TGV Est).
De todos modos, algunos expertos no están de acuerdo con la necesidad de una nueva línea que conecte Francia e Italia en el corredor Modane, citando amplios márgenes para aumentar el tráfico en la línea anterior. En lugar de dar tiempos más rápidos y un precio más bajo para el envío de carga (debido al uso reducido de energía gracias a un perfil mucho más plano, pero sin necesariamente tener en cuenta el costo total de construcción de la nueva línea), proponen aumentar el tráfico ferroviario en la línea actual al combinar la renovación adicional de la infraestructura ferroviaria existente con incentivos financieros suficientemente altos para el transporte ferroviario y/o peajes e impuestos suficientemente pesados sobre el transporte por carretera. Sin embargo, el realismo político de tales impuestos es cuestionable, como lo demostró Francia en 2013 cuando su gobierno retiró un pequeño impuesto ecológico para camiones después de extensos disturbios por parte de la industria del transporte. (ve Coloretes de Sombreros). 
Además, los estudios de 2018 encontraron que la línea existente en realidad está cerca de la saturación, en gran parte porque las regulaciones de seguridad modernas en los cruces de trenes en túneles han reducido significativamente su capacidad máxima. La construcción de una nueva línea también hará que la infraestructura más antigua esté totalmente disponible para los servicios regionales y suburbanos, lo cual es una consideración importante cerca del nodo congestionado de Turín, dedicando el nuevo túnel a los Trenes de Alta Velocidad y Mercancías. También permitirá mayores estándares de seguridad.

## La línea nueva
La nueva línea ferroviaria tendrá una pendiente máxima de 12.5 ‰, en comparación con las 30 ‰ en 1 km de la línea anterior, una altitud máxima de 580 m en lugar de los 1.338 metros actuales, y curvas mucho más anchas. Esto permitirá que los trenes de carga pesados transiten a 100 km/h y los trenes de pasajeros a una velocidad máxima de 220 km/h, y también reducirá drásticamente la energía utilizada al ser una línea más plana.
La construcción de la línea completa de alta velocidad reducirá el tiempo de viaje de los pasajeros de Milán a París de siete a cuatro horas, y se volverá competitivo el tiempo con los viajes en avión para los viajes de centro a centro.
La línea está dividida en tres secciones construyeron bajo administraciones distintas: 
- La sección francesa entre Santo-Jean-de-Maurienne y las afueras de Lyon será construido bajo la administración SNCF Réseau;
- La sección italiana entre el Bussoleno (Susa valle) y Torino la hará RFI;
- La sección internacional entre Santo-Jean-de-Maurienne en Savoie y Bussoleno incluye el Mont d'Ambin Túnel de Base.  Está dirigido por Túnel Euralpin Lyon Turin (TELT SAS), una empresa conjunta de RFI y SNCF que reemplazó Lyon Turin Ferroviaire.

### Sección francesa
La sección francesa de la nueva línea está planificada con caminos eventualmente separados para pasajeros y carga entre Lyon y el valle de Maurienne . 
La línea de pasajeros enlazará la LGV Sud-Est (a través de una conexión sur desde la estación de Lyon-Santo-Exupéry) y las estaciones del centro de Lyon a Italia y Chambéry.  Se conectará cerca de Chambéry a Annecy por Aix les Bains y Bourg Saint-Maurice por las líneas de Albertville. El beneficio de tiempo de París o Lyon a Aix-les-Bains o Chambéry será de casi 45 minutos, y casi una hora a Annecy. La línea también se puede usar para descargar la saturada línea TGV Lyon-Grenoble, haciendo disponibles rutas de tren muy necesarias para trenes locales adicionales.
La línea de carga comenzará desde una conexión con el futuro bypass ferroviario de Lyon, seguirá la autopista A43 y pasará al sur de Chambéry a través de un túnel debajo de las montañas Chartreuse. Ese túnel eventualmente tendrá dos tubos de 23 km de largo, pero inicialmente será de vía única. La línea llegará entonces Saint-Jean-de-Maurienne a través de un segundo túnel de 20 a 23 km debajo de las montañas de Belledonne. La línea de carga separada desviará el tráfico de carga lejos de Aix-les-Bains y Chambéry, y de las costas del Lac du Bourget donde un accidente de carga en la línea existente podría contaminar catastróficamente este gran depósito natural de agua dulce.

### Sección italiana
El camino de la sección italiana fue adoptado en agosto de 2011 por el gobierno italiano, después de extensas consultas 2006-2011 encabezadas por el comisario del gobierno Mario Virano dentro del "Observatorio Técnico Italiano". En el valle de Susa, el nuevo camino elude a través de túneles adicionales, la fuerte oposición a un camino planificado previamente en la orilla izquierda de Dora Riparia, que habría necesitado un viaducto en Venaus y un túnel en Bussoleno . 

### Sección internacional
La sección internacional de la línea Lyon-Turín abarca unos 70 km entre Saint-Jean-de-Maurienne en Savoie y Bussoleno en Piemonte. Los 57,5 km del túnel de Mont d'Ambin es el principal trabajo de ingeniería de la futura línea general de Turín-Lyon, y se está excavando en la base de la Mont d'Ambin. Se planea una estación subterránea de servicio y rescate alrededor del punto a mitad de camino del túnel, al este de Modane.

## Oposición al proyecto
Desde que se mencionaron por primera vez los planes para el ferrocarril en la década de 1990, algunos residentes de la mayoría de las 112 ciudades que se encuentran en su camino se han opuesto firmemente a él. No TAV es un movimiento italiano contra la construcción de la línea. El nombre proviene del acrónimo italiano de TAV para Treno Alta Velocità, Tren de Alta Velocidad. También ha habido cierta oposición francesa al ferrocarril, pero ha sido menos visible.

### Vistas locales francesas
En Chimilin, una ciudad de 1.100 habitantes en Francia que se dividirá en dos por el ferrocarril, el consejo local se ha opuesto a los planes desde 1992 y la alcaldesa, Marie Chabert, considera que la incertidumbre económica es perjudicial para la región.
En Villarodin-Bourget, un pequeño pueblo francés, los residentes representados por la 'Association pour la Sauvegarde du Site du Moulin' se han opuesto a la excavación de un túnel de exploración de 4 kilómetros desde 2002 y están en estrecha comunicación con el movimiento No TAV. El alcalde, Gilles Margueron, dijo que "después de que comenzamos a analizar el proyecto en detalle, pronto llegamos a una posición de completa oposición".

### El movimiento No TAV en Italia

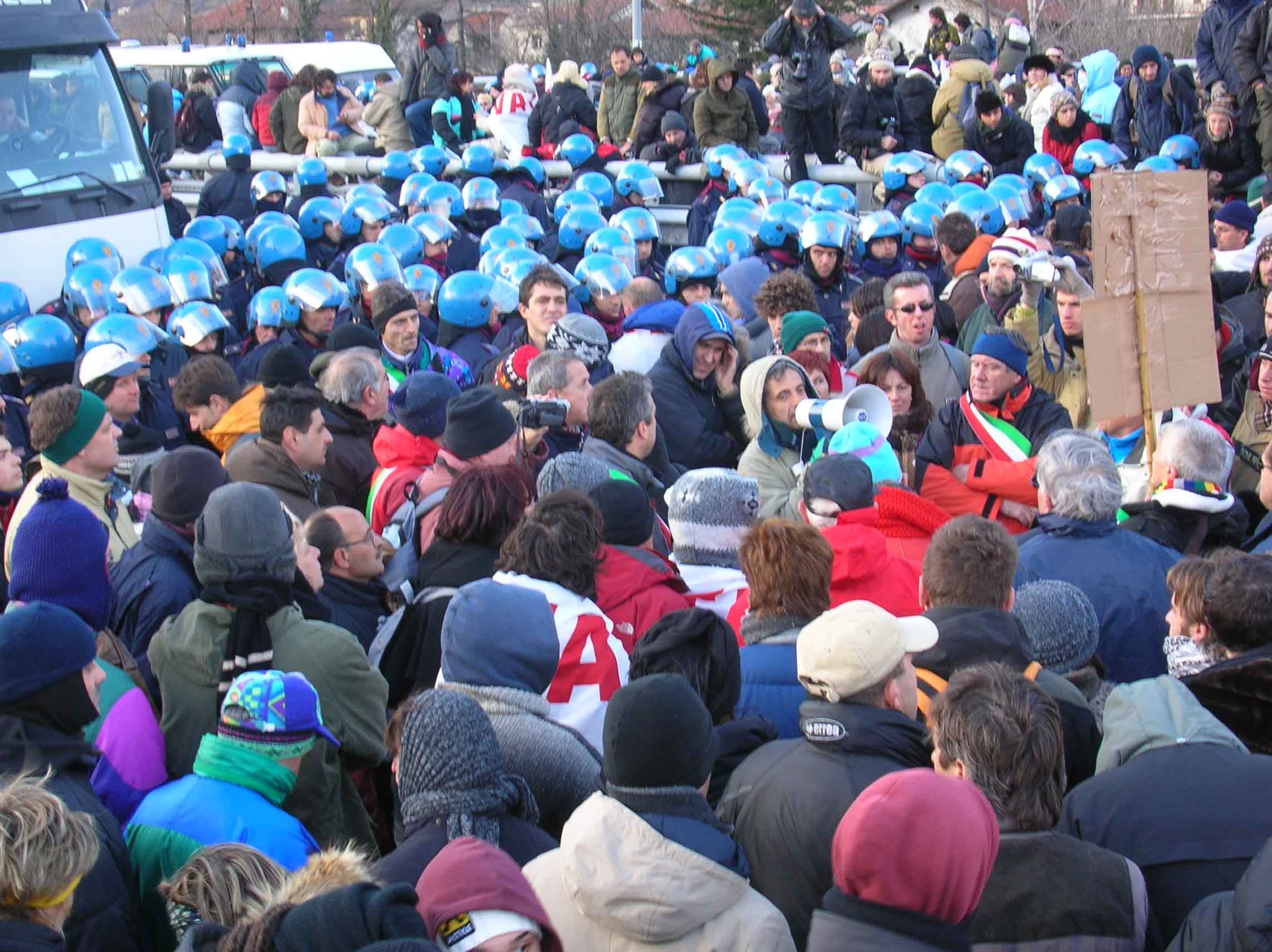
Protestas de No TAV en 2005

Las personas en el valle de Susa en Italia se han resistido al proyecto ferroviario desde la década de 1990. El movimiento No TAV comenzó en 1990, con acciones para informar a las personas locales afectadas por los planes, con el apoyo de los alcaldes del valle y la Comunita Montana (comunidad montañosa). A partir de 2000, hubo manifestaciones, centros ocupados, un proyecto de solidaridad sindical y un foro social. Se habló de la resistencia en términos de la resistencia partidista a los nazis en la Segunda Guerra Mundial.
El movimiento aboga por las tácticas de acción directa no violenta, pero algunas protestas se han vuelto violentas. Los católicos rezan en el sitio de construcción de Chiomonte, mientras que otras redes organizan cenas comunales, discusiones y multitudes. En Venaus, hay una posición en cuclillas llamada 'Presidio' situada al lado de donde originalmente se planeó cavar el túnel de prospección.

### Argumentos en contra
El movimiento generalmente cuestiona la valía, el costo y la seguridad del proyecto, extrayendo argumentos de estudios, expertos y documentos gubernamentales de Italia, Francia y Suiza. Consideran que la nueva línea es inútil y demasiado costosa, y denuncia su realización como impulsada por los grupos de presión de la construcción. Sus principales objeciones declaradas son: 
- Mejor actualizar la infraestructura existente.[38]
- Bajo nivel de saturación en el túnel ferroviario de Frejus y tráfico estable o decreciente también en el túnel de carretera Fréjus .[6] Sin embargo, un estudio más reciente encontró que la línea ferroviaria existente estaba cerca de la saturación porque las normas de seguridad más estrictas en los cruces de trenes en túneles han reducido su capacidad máxima.[29]
- Viabilidad económica en duda debido a los altos costos.[37]
- Peligro de desastres ambientales.[6]
- Preocupaciones sobre la salud, debido a la presencia hipotética de uranio y asbesto en y alrededor de las montañas donde se excavará el túnel,[39] aunque el extenso túnel de reconocimiento no ha encontrado ninguno hasta la fecha.[40] Los partidarios del túnel argumentan que el riesgo de contaminación es exagerado o inexistente.[41]

Los miembros del movimiento de protesta han resumido sus ideas contra la construcción de la nueva línea en un documento que contiene 150 razones en contra y en un amplio número de documentos y reuniones específicas.
Los críticos del movimiento No TAV, por el contrario, lo caracterizan como un movimiento típico NIMBY ( No en mi patio trasero ) y señalan los beneficios de reducción de contaminación y eliminación de emisiones de CO2 del túnel. En respuesta, los activistas del No TAV hablan sobre LULU ( uso de la tierra no deseado localmente ).

## Progreso de la construcción
La construcción aún no ha comenzado oficialmente, pero la galería de reconocimiento de 9 km que se está tunelizando desde Saint-Martin-de-la-Porte hacia Italia se excava a lo largo del eje del tubo sur del túnel y en su diámetro final. 
A fines de 2016, ese túnel de reconocimiento encontró una zona geológicamente difícil de esquistos de carbón fracturados empapados en agua, y durante varios meses solo avanzó muy lentamente a través de él. Los túneles pasaron esta zona en la primavera de 2017 después de inyectar 30 toneladas de resina de refuerzo, y avanzó nuevamente a velocidad nominal. 
A partir de marzo de 2019, el túnel de reconocimiento de 9 km está completado en un 77%.
En marzo de 2019, el primer ministro de Italia, Giuseppe Conte, le pidió a TELT que detuviera el lanzamiento de licitaciones para más trabajos de construcción. El gobierno italiano más tarde acordó comenzar el proceso de licitación para los trabajos franceses y luego italianos del túnel. 